# نوبة صرع ارتخائية
نوبات الصرع الارتخائية (بالإنجليزية: Atonic seizures) (تُسمى أيضًا نوبات السقوط، نوبات تعذر الحركة أو السقوط المفاجئ)، هي نوع من أنواع النوبات التي تتكون من هبوط وجيز في التوتر العضلي التي تحدث بسبب تغيرات مؤقتة في وظيفة المخ. والنوبات تكون قصيرة - عادة أقل من خمس عشرة ثانية. وتبدأ في الطفولة وقد تستمر حتى مرحلة البلوغ. والنوبة في حد ذاتها لا تسبب أي أضرار، إلا أن فقدان السيطرة على العضلات يمكن أن يؤدي إلى ضرر غير مباشر ناتج عن السقوط. ويمكن استخدام تخطيط أمواج الدماغ للتأكد من التشخيص. وهذه الطريقة سهلة وشائعة ويمكن أن تكون مؤشرًا على متلازمة لينوكس غاستو (انظر هنري غاستو).
ويمكن أن تحدث نوبات الصرع الارتخائية أثناء الوقوف أو السير أو الجلوس وعادة ما تتم ملاحظتها بسبب سقوط الرأس (ارتخاء عضلات الرقبة) وفي بعض الأحيان ينتج ضرر من اصطدام الوجه أو الرأس. كما هو الحال مع حالات الصرع الشائعة، ليست هناك حاجة إلى إسعافات أولية بعد النوبة، باستثناء الحالات التي تحدث فيها إصابات بسبب السقوط. وفي بعض الحالات، قد يصبح الشخص مشلولاً بشكل مؤقت في جزء من جسده. وهذه الحالة لا تستمر أكثر من 3 دقائق.

## العلاج
لا يوجد علاج محدد للمرضى المصابين باضطراب النوبات. ويتم تصميم كل خطة علاجية لكل مريض استنادًا إلى التشخيص والأعراض. قد تتضمن الخيارات العلاجية العلاج الطبي أو تحفيز الأعصاب أو العلاج الغذائي أو الجراحة، وذلك حسب الاقتضاء. وقد تكون التجارب السريرية أيضًا بديلاً علاجيًا قيمًا.
وعادة ما يتم إعطاء مضادات مسببات الاختلاج استنادًا إلى أعراض أخرى و/أو المشاكل ذات الصلة.
ونظرًا لأن أجزاء المخيخ التي تحدد الزيادة والنقص في الأوتار العضلية قريبة من بعضها البعض، فإن الأشخاص الذين يتعرضون لنوبات الصرع الارتخائية يُصابون على الأرجح بنوبات رمعية عضلية أيضًا في نفس الوقت. وقد يلعب هذا دورًا في العلاج والتشخيص.